# Lygophis lineatus
Lygophis lineatus — вид змій родини полозових (Colubridae). Мешкає в Південній Америці і Панамі.

## Поширення і екологія
Lygophis lineatus мешкають на тихоокеанських низовинах Панами, на півночі Колумбії, Венесуели, Гаяни, Суринаму і Французької Гвіани, а також в бразильських штатах Амапа і Пара. Вони живуть в сухих і вологих рівнинних тропічних лісах, трапляються на пасовищах і поблизу людських поселень. Зустрічаються на висоті до 550 м над рівнем моря. Живляться переважно ящірками. Розмножуються протягом сухого сезону, відкладають яйця. Змійки вилуплюються з яєць на початку сезону дощів.